# كأس ويلز 1972–73
كأس ويلز 1972–73 (بالإنجليزية: 1972–73 Welsh Cup)‏ هو موسم من كأس ويلز. فاز فيه كارديف سيتي.